# The Incredibly True Adventure of Two Girls in Love
The Incredibly True Adventure of Two Girls in Love es una comedia dramática estadounidense de 1995 escrita y dirigida por Maria Maggenti y protagonizada por Laurel Holloman, Nicole Ari Parker y Maggie Moore. Cuenta la historia de dos chicas de secundaria muy diferentes que se enamoran.

## Sinopsis
Randy Dean es una estudiante de 17 años en su último año de secundaria con malas notas, un solo amigo —Frank, un latino gay—, unos hábitos secretos de fumar cigarrillos y marihuana, y un trabajo de cajera en una gasolinera con su compañera Regina. Rechazada por los demás estudiantes por su personalidad y apariencia butch, pasa la mayor parte de su tiempo libre sola o en encuentros ilícitos con su pareja sentimental Wendy, una mujer casada que se pasa por la gasolinera cuando le apetece, aunque Randy sabe que su relación no tiene futuro. Su madre la abandonó para dedicar su vida al movimiento antiabortista, por lo que Randy vive con su tía lesbiana Rebecca y su pareja Vicky, así como con la exnovia de Rebecca, Lena, que no tiene dónde quedarse y vive con ellas hasta que encuentre otro lugar al que ir.
Un día, Evie Roy se detiene en un impecable Range Rover, sin saber si sus neumáticos necesitan aire. Randy la reconoce del colegio y habla con ella por primera vez. Evie es hija única y vive con su madre, Evelyn, una mujer acomodada y culta que tiene una relación difícil con su segundo marido. Randy y Evie comienzan a pasarse notas en el colegio y a salir juntas, aunque Evie no se lo cuenta a sus amigas. En un momento dado, el celoso marido de Wendy, Ali, se acerca a Randy en la gasolinera, la agarra y le advierte que se mantenga alejada de su mujer. Randy pasa gran parte de su tiempo con Evie paseando por los prados, intercambiando música (ópera y Mozart por parte de Evie, punk rock por parte de Randy) y hablando. Cuando Wendy la visita de nuevo, Randy la rechaza y le dice que tiene una nueva novia, Evie.
Evie rompe con su novio Hayjay después de que él se queje de su actitud distante. Más tarde,  le presta a Randy una copia de Hojas de hierba de Walt Whitman, que Randy comienza a devorar. Una noche, Randy invita a Evie a cenar a la pequeña casa de su familia y le revela que ha vivido con Rebecca y Vicky desde que la madre devotamente religiosa de Randy la abandonó para dedicar todo su tiempo a su grupo religioso. Se besan por primera vez. Evie lo registra en su diario más tarde, aparentemente preguntándose qué significa todo eso.
Randy y Evie experimentan hasta qué punto pueden mostrarse abiertamente como lesbianas, cogidas nerviosamente de la mano en un restaurante. Recordando la advertencia de Randy sobre lo intolerante que puede ser el pueblo, Evie, sin embargo, les da la noticia a sus tres amigas más cercanas. Una de ellas la apoya (aunque está confundida), pero las otras dos se muestran hostiles ante la idea, y una de ellas dice: «Dios, Evie, si ibas a convertirte en lesbiana, al menos podrías haber elegido a alguien que sea guapa». Mientras tanto, las notas de Randy siguen cayendo en picado y el colegio le advierte que no se graduará; Randy le oculta esta información a Rebecca. Cuando la madre de Evie se va de viaje de negocios, las chicas aprovechan para preparar una gran comida y darse un atracón de vino y marihuana. Esa noche, hacen el amor y luego se quedan dormidas en la cama de la madre de Evie.
A la mañana siguiente, es el 18.º cumpleaños de Evie; Evelyn regresa antes de lo previsto con regalos para ella, pero se sorprende al ver el desorden que hay en la cocina y en el resto de la casa. Busca furiosa en el piso de arriba y descubre a Evie y Randy, pero solo se da cuenta de que Randy es una chica cuando pasa corriendo junto a ella al salir. Rebecca, que se ha enterado de que Randy no se graduará en el instituto, va a casa de Frank con Vicky y Lena, donde Randy les había dicho que pasaría la noche. Rebecca amenaza a Frank hasta que, presa del pánico, él le da el número de teléfono de Evie. Ella llama, pero Evie y Randy ya se han fugado y se queda hablando con una furiosa Evelyn.
Evie y Randy se refugian en un motel. Randy finalmente llama a Wendy, quien sale, paga la habitación e intenta consolar a las chicas. Sin embargo, Ali ve su coche en el aparcamiento y entra irrumpiendo, lo que acaba atrayendo a Evelyn, Rebecca, Vicky, Lena, Frank y las tres amigas de Evie, que pasaban por allí leyendo en voz alta Frutos de rubí, de Rita Mae Brown. La película termina con Randy y Evie besándose y abrazándose en la puerta abierta de la habitación del motel, mientras todos los demás discuten en el fondo a todo volumen.

## Producción
En 1992, Maria Maggenti comenzó a escribir un guion con la imagen en su mente de una chica butch con notas de amor en el bolsillo trasero, añadiendo gradualmente más personajes, como la familia de la chica y su interés amoroso. Más tarde, se dio cuenta de que este personaje estaba basado en su primera novia. El guion, que en un principio era "una historia muy oscura sobre la sexualidad adolescente y la relación de los adolescentes con los adultos", fue creciendo hasta que Maggenti lo abandonó temporalmente en 1994.
Sin embargo, la futura productora asociada de la película, Melissa Painter, convenció a Maggenti para que vendiera la historia como una película independiente. Dos productores querían que un elemento fundamental fuera que los dos intereses amorosos procedieran de caminos muy diferentes, por lo que Maggenti añadió una escena que establecía el comienzo de la relación entre las chicas. Los productores quedaron encantados con esto, por lo que Maggenti escribió un nuevo guion que terminó en ocho días. Se dio cuenta de que se había sorprendido a sí misma al descubrir que su guion era ahora una comedia: la historia no trataba sobre el amor gay ni sobre salir del armario, sino sobre el primer amor entre adolescentes.
El rodaje se completó en 21 días durante el verano de 1994.  Las escenas que tienen lugar en el instituto de Randy y Evie se rodaron en las instalaciones de la escuela Horace Mann, en el vecindario de Riverdale en el Bronx.
Sobre el final de la película, que el público ha comparado con una comedia romántica de Hollywood, Maggenti dijo: "Mucha gente me ha comentado que la toma parece una foto de boda... En realidad, esa toma final es muy ambivalente, ya que los deja en el umbral de la edad adulta, de una relación, de sus familias, de todo".

## Estreno
The Incredibly True Adventure of Two Girls in Love se estrenó en el Festival de Cine de Sundance de 1995 el 23 de enero de 1995 con críticas favorables. Luego se estrenó en cines de forma limitada en Estados Unidos el 16 de junio de 1995. También se estrenó en cines en Australia el 28 de marzo de 1996 y en el Reino Unido el 10 de septiembre de 1996.

## Recepción crítica
En Rotten Tomatoes, la película obtuvo una calificación de 80% a partir de 20 reseñas.
Roger Ebert, del Chicago Sun-Times, le dio a la película tres estrellas de cuatro y dijo que es «cálida, divertida y cautivadora», y que "los dos protagonistas están muy bien elegidos".  Ebert criticó duramente a la Motion Picture Association (MPAA) por otorgar a la película una calificación R por una escena de amor entre dos mujeres jóvenes, argumentando que "una escena similar entre un chico y una chica no habría merecido la calificación de «fuerte»; la MPAA se escandaliza por la homosexualidad".
Escribiendo para Spin, Manohla Dargis dijo: "Two Girls in Love, encantadora y ligera como el aire, es una película que fácilmente podría confundirse con un especial para después del colegio, salvo por un detalle crucial: las novias del instituto de esta historia de amor son todas mujeres".
La película ganó un GLAAD Media Award for Outstanding Film – Limited Release (premio GLAAD Media a la mejor película de estreno limitado) en 1996. Su éxito lanzó las carreras cinematográficas de las actrices principales Laurel Holloman, Nicole Ari Parker y Dale Dickey.
Después de muchos años de que el DVD estuviera agotado, la película fue restaurada digitalmente en 2022 con la ayuda del Sundance Institute y Strand Releasing.  Se lanzó en formato Blu-ray el 15 de marzo de 2022. Su reestreno también se proyectó en la plataforma digital del Festival de Cine de Sundance 2022. Se ha añadido a la programación de streaming de The Criterion Channel. El 18 de junio de 2024, se lanzó en Netflix en los EE. UU. para el Mes del Orgullo.